# Kubinskaja novella
Kubinskaja novella (Кубинская новелла) è un film del 1962 diretto da Sergej Nikolaevič Kolosov.